# Cegléd autóbusz-állomás
A Ceglédi autóbusz-állomás egy buszpályaudvar Pest vármegyében, Cegléd településen, a MÁV-VOLÁN üzemeltetésében.

## Története
1962-ben épült meg az első ceglédi autóbusz-állomás a városközpontban, a Szabadság téren, a református nagytemplom bejárata előtt. Az állomásépületet a téren levő fák megóvása érdekében úgy építették, hogy a fák törzse az épületen belül voltak, amik a tetőn levő lyukon keresztül jutottak ki. Ez a létesítmény korszerűnek számított a maga idejében, de hamar szűkösnek bizonyult, mert Cegléd forgalma folyamatosan nőtt. Az 1980-as évekre a központi állomás túlzsúfolttá vált, és a forgalom miatt sok probléma adódott. 1987-ben megnyílt az új autóbusz-állomás a vasútállomás előtt, a korábbi vásártér északi részén. Az új intermodális csomópont közvetlen átszállási lehetőséget biztosít a közúti és a vasúti közlekedés között.

## Állomást érintő járatok
Az állomás indít- és fogad helyközi- és távolsági járatokat egyaránt. Helyközi járatok indulnak innen Albertirsa, Kecskemét, Tiszajenő, Abony, Szolnok, Nagykáta, Lajosmizse, Törtel, Tábióbicske és Csemő irányába. Távolsági járatok indulnak Kalocsa, Gyöngyös, Eger és  Miskolc felé (Bár a Kalocsai járat helyközi minősítésű).
 1348, 1362, 1376
 520, 521, 522, 525, 526, 528, 531, 535, 537, 539, 540, 541, 542, 550, 552, 553, 555, 556, 558, 559, 560, 561, 562, 564, 565, 566